# Elif Verlag
Der Elif Verlag (auch: elifverlag, Elif-Verlag; Eigenschreibweise: ELIF Verlag) ist ein vor allem auf Lyrik spezialisierter Kleinverlag aus Nettetal in Nordrhein-Westfalen. Der Verlag wird als Einzelunternehmen von Dinçer Güçyeter betrieben.

## Geschichte und Programm
Gegründet wurde der am Niederrhein angesiedelte Verlag 2011 von dem Schauspieler und Dichter Dinçer Güçyeter. Laut Eigenaussage liegt ein Schwerpunkt auf randständiger Literatur und der Förderung von Debütanten. Außerdem bringt der Verlag auch fremdsprachige Literatur in Übersetzung, insbesondere aus dem Isländischen. 2019 war der bei Elif erschienene Band Gedichte von Thien Tran eine der Lyrikempfehlungen jenes Jahres. Mit dem Titel Dass die Erde einen Buckel werfe von Wolfgang Schiffer wurde der Verlag 2022 in die Longlist der Hotlist gewählt und landete zuletzt in den finalen Top Ten. Der Verleger selbst erhielt 2022 für seinen im Vorjahr im ELIF Verlag erschienenen Gedichtband Mein Prinz, ich bin das Ghetto den Peter-Huchel-Preis.

## Autoren (Auswahl)
Zu den Autoren und Herausgebern des Verlages zählen zunächst Dinçer Güçyeter selbst und darüber hinaus auch Alexandru Bulucz, Safiye Can, Christoph Danne, Özlem Özgül Dündar, Anke Glasmacher, Andrea Karimé, Jan Kuhlbrodt, Jan Volker Röhnert, Wolfgang Schiffer, Thien Tran, Beate Tröger, Linda Vilhjálmsdóttir, Şafak Sarıçiçek, Ron Winkler sowie weitere.

## Auszeichnungen
- 2023: Kurt-Wolff-Förderpreis.[9]
- 2023: Deutscher Verlagspreis[10]